# Elophila tenebralis
Elophila tenebralis is een vlinder uit de familie van de grasmotten (Crambidae), uit de onderfamilie van de Acentropinae. De wetenschappelijke naam van deze soort is voor het eerst gepubliceerd in 1902 door Oswald Bertram Lower.
De soort komt voor in Australië (Queensland).